# Tonći Kliškić Voltaš
Tonći Kliškić Voltaš (Pravim imenom Ante) bio je jedan od najboljih igrača i strijelaca koji su igrali u Splitskom nogometnom Podsavezu.
Tijekom svoje karijere igrao je za više klubova iz Splita i okolice i postigao više golova nego što je odigrao utakmica. Odmah iza Drugog svjetskog rata postao je junior Hajduka, ali ga je nogometni put odveo u tada jakog splitskog Dalmatinca. Igrao je sjajno, postizao golove tako da je prozvan Dalmatinski Puškaš. Dalmatinac je tada plijenio veliku pozornost splitskih nogometnih zanesenjaka, koji su pratili njegove sparing utakmice s Hajdukom koje su se odigravale skoro svake srijede.
Tonći Kliškić igrao je i za RNK Split, te za Jadran iz Kaštel Sućurca. I tamo je odigrao zapažene utakmice nastavljajući postizati brojne golove.